# Мері і відьомська квітка
«Мері і відьомська квітка» (яп. メアリと魔女の花, Мері то Мадзйо но Хана) — повнометражний аніме-фільм режисера Хіромаса Йонебаясі за дитячим романом Мері Стюарт «Маленька мітла» 1967 року видання. Вироблений студією «Studio Ponoc» в 2017 році. Автор сценарію — Ріко Сакагуті, композитор — Такацугу Мурамацу.

## Сюжет
11-річна Мері влітку відпочиває у селі у двоюрідної бабусі Шарлотти. Мері знаходить у лісі рідкісну квітку нічний політ, яка цвіте лише раз на 7 років. Ця квітка колись була викрадена з Країни відьом. За допомоги квітки Мері отримує здатність літати на мітлі, яка забирає її в Ендор, школу відьом — де директоркою є мадам Мамблчук, яка приймає її за нову ученицю.
Одного разу Тіб і Гіб, коти сусідського хлопчика Пітера, призводять Мері до якихось таємничих квіток. Зебеді, садівник, впізнає цю квітку як «нічний політ». Легенда говорить, що квітка володіє відьомською магічною силою. На наступний день Гіб зникає, і Мері йде за Тібом, щоб шукати Гіба. Тіб призводить її до мітли, що була поміж коренів дерева. Мері витягує мітлу, але випадково розчавлює на ній бутон квітки. Бутон вивільняє магічну силу, змушуючи її ожити, і Мері тепер може літати на ній як відьма. «Маленька мітла» забирає Мері і Тіба до школи відьом, Ендор, будівель, прихованих серед хмар. Мері зустрічає директорку, мадам Мамблчук, яка думає, що Мері нова учениця, а Тіб її відьомський вихованець, і веде її на екскурсію школою. Під час оглядової екскурсії Мамблчук показує гуртожиток з сучасними технологіями і зручностями, в якому відьми проходять курси магічного мистецтва, а також вивчають наукові дисципліни. Під час огляду мадам Мамблчук знайомить Мері з доктором Ді, шкільним учителем хімії. У Мері виходить творити складні заклинання, такі як невидимість. Мадам і доктор Ді переконані, що Мері генійка серед відьом, через її чари, а також її руде волосся, які, виявляється, є відмінною рисою найкращих відьом.
У кабінеті мадам Мамблчук Мері знаходить книгу заклинань, приховану за картиною, на якій зображені квіти «нічного польоту». Мері зізнається, що її магічні здібності з'явилися тільки через ці квіти, і Тіб насправді належить Пітеру. Ставлення мадам до Мері раптово змінюється з хорошого на погане, але вона дозволяє Мері повернутися додому. У цю ніч директорка надсилає повідомлення Мері, повідомляючи її, що вона викрала Пітера, і вимагає, щоб Мері привезла їй відьмині квіти. Мері і Тіб беруть квітку і швидко прилітають до Ендора, але мадам Мамблчук і доктор Ді укладають її в тюремну лабораторію перетворень доктора Ді. Мері бачить, що Пітер замкнений в лабораторії з нею, і з'ясовує, що доктор Ді експериментував з тваринами, перетворюючи їх на фантастичних істот, і це він викрав Гіба для перетворень. У книзі заклинань Мері знаходить заклинання, яке може скасовувати всю магію, і використовує його, щоб скасувати всі перетворення і вибратися з лабораторії. Вони намагаються втекти на Маленькій мітлі, але мадам і доктор Ді хапають Пітера.
Маленька мітла приносить Мері до старого будинку, всередині якого Мері знаходить замітки про заклинання трансформації і дзеркало, через яке бабуся Шарлотта спілкується з нею. Шарлотта каже, що цей будинок був її попередньою оселею, і що вона була рудоволосою ученицею, яка досягла успіху в Ендорі, але одного разу Шарлотта вистежила мадам і доктора Ді, дізналася про їхні плани використовувати відьомську квітку в трансформації, щоб перетворити всіх людей на відьом. Один з цих експериментів зазнав невдачі і спричинив руйнівні наслідки, внаслідок цього Шарлотта вирішила втекти з Ендора, взявши з собою квіти. Шарлотта прохає Мері використати свою останню квітку, щоб повернутися додому, але Мері хоче врятувати Пітера. Мері повертається до Ендору і бачить, що мадам Мамблчук з доктором Ді намагаються використати квітку, щоб перетворити Пітера на відьмака, але експеримент знову не вдається, поміщаючи Пітера в пастку всередині аморфного монстра, який розростається, поглинаючи шкільне містечко. Мері передає книгу заклинань Пітеру і Пітер використовує її, щоб скасувати невдалий експеримент, а також всі дослідження мадам Мамблчук та доктора Ді.
Після цього Мері і Пітер нарешті повертаються додому і Мері викидає свою останню квітку, кажучи, що їй не потрібна магія.